# Harry Potter și Piatra Filozofală (joc video)
"Harry Potter și Piatra Filozofală" este un joc video lansat în anul 2001, bazat pe primul roman din seria "Harry Potter", scrisă de J.K. Rowling. Jocul a fost dezvoltat și publicat de Electronic Arts sub brandul EA Games. Acesta a fost disponibil pe multiple platforme, inclusiv PlayStation, PlayStation 2, Game Boy Color, Game Boy Advance, Microsoft Windows, Mac OS și GameCube. Jocul urmărește aventurile tânărului vrăjitor Harry Potter în primul său an la Școala de Vrăjitorie și Magie Hogwarts, având ca scop principal găsirea și protejarea Pietrei Filozofale.

## Povestea jocului
Povestea jocului urmărește îndeaproape evenimentele din cartea "Harry Potter și Piatra Filozofală". Jucătorii îl controlează pe Harry Potter, un băiat care află că este vrăjitor și este invitat să studieze la Hogwarts. Aici, Harry descoperă adevărul despre trecutul său și întâlnește prieteni precum Hermione Granger și Ron Weasley. Împreună, ei descoperă secretele școlii și încearcă să oprească planurile malefice ale lui Lord Voldemort, care încearcă să fure Piatra Filozofală pentru a obține nemurirea.

## Gameplay

### Platforme și grafică
Jocul a fost lansat pe mai multe platforme, iar grafica și gameplay-ul variază semnificativ între acestea. Versiunile pentru consolele de jocuri (PlayStation, PlayStation 2, GameCube) prezintă grafică 3D detaliată pentru vremea respectivă, în timp ce versiunile pentru Game Boy Color și Game Boy Advance utilizează grafică 2D.

### Misiuni și obiective
Jucătorii trebuie să completeze diverse misiuni și puzzle-uri pentru a progresa în poveste. Printre acestea se numără lecții de vrăji, jocuri de Quidditch și explorarea diferitelor zone ale castelului Hogwarts. Fiecare misiune este concepută pentru a reflecta evenimentele și temele din carte.

### Vrăji și obiecte magice
În timpul jocului, Harry învață diferite vrăji care sunt esențiale pentru rezolvarea puzzle-urilor și înfruntarea dușmanilor. Jucătorii pot colecta, de asemenea, obiecte magice care le oferă avantaje speciale, cum ar fi poțiuni de vindecare și cartea de vrăji.

### Dueluri și inamici
Harry se confruntă cu diverși inamici de-a lungul jocului, inclusiv creaturi magice și alți vrăjitori. Duelurile sunt o parte esențială a gameplay-ului, necesitând abilități strategice și cunoașterea vrăjilor potrivite.

## Recepție și impact
Jocul a primit recenzii mixte spre pozitive din partea criticilor și jucătorilor. Grafica, povestea și fidelitatea față de materialul sursă au fost apreciate, însă unele versiuni ale jocului au fost criticate pentru controalele dificile și gameplay-ul uneori repetitiv. Cu toate acestea, "Harry Potter și Piatra Filozofală" a fost un succes comercial, datorită popularității francizei Harry Potter.

## Diferențe între versiuni
Fiecare versiune a jocului oferă o experiență ușor diferită. De exemplu, versiunea pentru PC este cunoscută pentru elementele sale de aventură și puzzle, în timp ce versiunea pentru Game Boy Advance este mai orientată spre platforming. De asemenea, versiunea pentru PlayStation include secvențe de joc unice care nu se regăsesc în celelalte versiuni.

## Moștenire și influență
"Harry Potter și Piatra Filozofală" a pus bazele pentru viitoarele jocuri din seria Harry Potter, influențând dezvoltarea și designul acestora. Popularitatea jocului a contribuit la succesul continuu al francizei și a deschis calea pentru mai multe adaptări de succes ale cărților și filmelor în jocuri video.
"Harry Potter și Piatra Filozofală" rămâne un titlu important în istoria jocurilor video bazate pe francize literare. Deși nu a fost lipsit de critici, jocul a reușit să capteze imaginația fanilor și să ofere o experiență interactivă captivantă. Lansarea sa a marcat începutul unei serii de jocuri de succes care au continuat să exploreze universul magic creat de J.K. Rowling.
1. 1 2  redump.org